# Basílica de Anchisjati
La Basílica de Anchisjati de Santa María (en georgiano: ანჩისხატი) es la iglesia más antigua que sobrevive en Tiflis, la capital de Georgia. Pertenece a la Iglesia Ortodoxa de Georgia y data del siglo VI.
De acuerdo con los viejos anales georgianos, la iglesia fue construida por el rey Dachi de Iberia (cerca del 522-534), quien había hecho de Tiflis su capital. Originalmente dedicada a la Virgen María, pasó a llamarse Anchiskhati (es decir, icono de Ancha) en 1675.